# Leopold Löwenheim
Leopold Löwenheim, né le 26 juin 1878 à Krefeld, en province de Rhénanie et mort le 5 mai 1957 à Berlin, est un mathématicien allemand, connu pour ses travaux en logique mathématique. 

## Biographie
Le régime Nazi l'a forcé à démissionner[pas clair] car il n'était aryen « qu'aux trois quarts ». En 1943 la plupart de ses travaux ont été détruits sous un bombardement sur Berlin. Il a toutefois survécu à la Seconde Guerre mondiale, au terme de laquelle il a repris l'enseignement des mathématiques. 
Löwenheim a donné en 1915 la première preuve de ce qui sera établi comme le théorème de Löwenheim-Skolem, considéré habituellement comme le premier pas de la théorie des modèles.

## Publications majeures
- 1915, "Über Möglichkeiten im Relativkalkül," Mathematische Annalen 76: 447-470. Titre anglais (traduction) "On possibilities in the calculus of relatives" de Jean van Heijenoort, 1967. A Source Book in Mathematical Logic, 1879-1931. Harvard Univ. Press : 228-51.
- Geraldine Brady, From Peirce to Skolem: A Neglected Chapter in the History of Logic, North Holland, coll. Studies in the History and Philosophy of Mathematics, Volume 4, 468 pages, 2000,  (ISBN 978-0-444-50334-3). 
  - Contient une exégèse détaillée de la preuve de Löwenheim (1915), et montre comment Thoralf Skolem a simplifié cette preuve, a étendu la portée  de ce théorème et l'a généralisé.